# Католицька церква в Камбоджі
Като́лицька це́рква в Камбоджі — друга християнська конфесія Камбоджі. Складова всесвітньої Католицької церкви, яку очолює на Землі римський папа. Керується конференцією єпископів. Станом на 2004 рік у країні нараховувалося близько 21 000 католиків (0,17% від усього населення). Існувало 3 діоцезій, які об'єднували 36 церковних парафій.  Кількість  священиків — 42 (з них представники секулярного духовенства — 6, члени чернечих організацій — 36), постійних дияконів — 0, монахів — 47, монахинь — 72.

## Історія
Камбоджа походить від індуїстської Кхмерської імперії X-XIII століть, яка опісля занепала та була поглинута сусідніми Таїландом, В'єтнамом і Чампою. Перші католицькі місіонери з'явилися в країні в XVI столітті, але не вплинули серйозно на поширення християнства. У 1867 році король віддав країну під протекторат Франції, звідки й почалося поширення католицизму. Після французького панування станом на 1970 рік у Камбоджі налічувалося близько 65 тисяч католиків, серед яких більшість, близько 60 тисяч, були етнічні в'єтнамці, тоді як етнічних кхмерів було значно менше. У 1970 році режим червоних кхмерів вигнав за межі країни більшість католиків. Всі храми, окрім двох, були знищені. Після розгрому червоних кхмерів в'єтнамцями, багато католиків повернулися до країни. Проте й на початку 2010-х років існують тертя між в'єтнамською та кхмерською католицькими громадами.